# Albert Fraenkel (Mediziner, 1864)

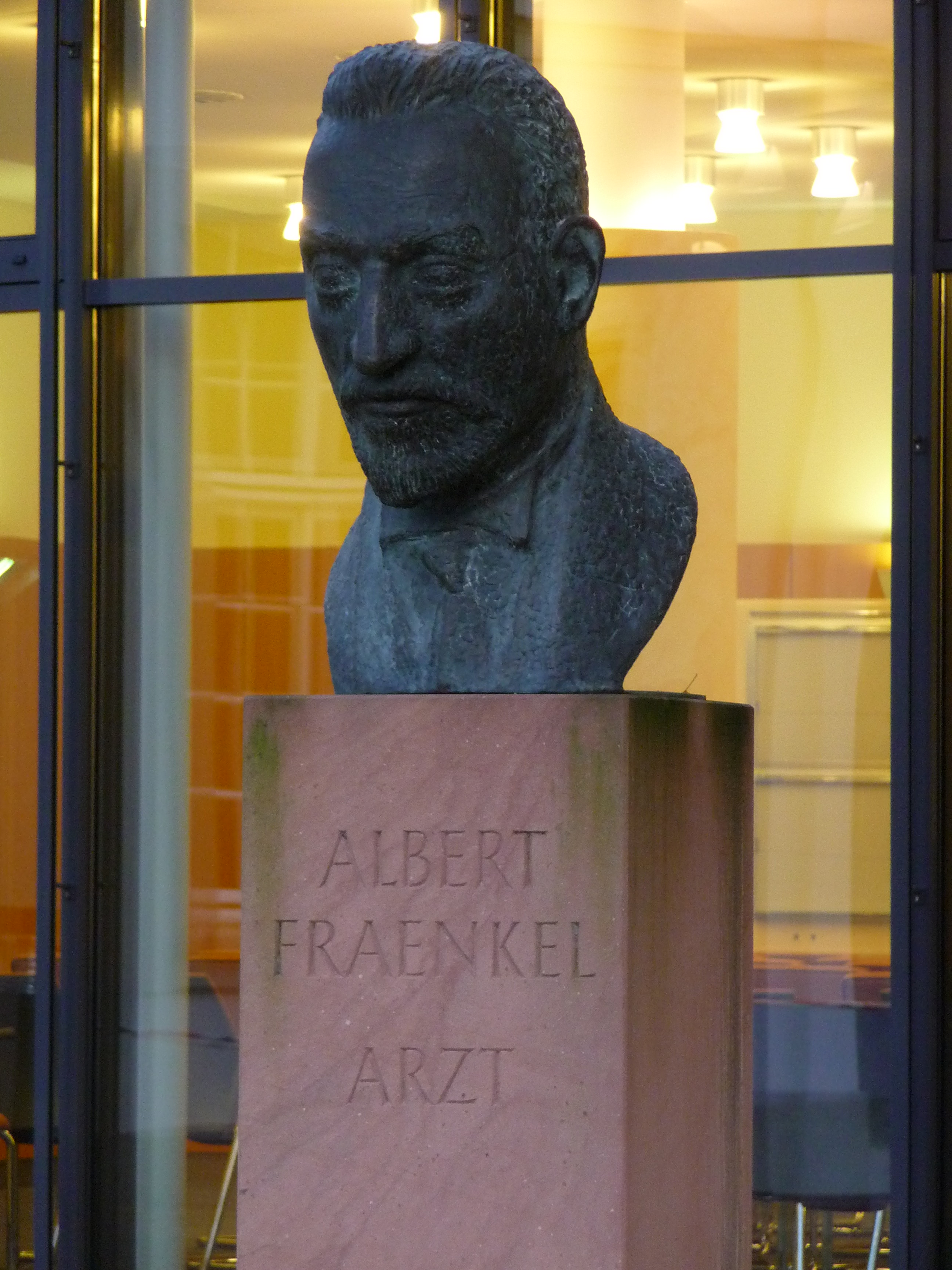
Büste von Albert Fraenkel, 2004 geschaffen von Helmut Heinze

Julius Albert Fraenkel (* 3. Juni 1864 in Mußbach an der Weinstraße; † 22. Dezember 1938 in Heidelberg) war ein deutscher Arzt, der als Tuberkulose- und Herzforscher bekannt wurde. Anfang des 20. Jahrhunderts entwickelte er eine Behandlung der Herzschwäche durch intravenöse Injektion des Herzglykosids Strophanthin.
Obwohl er 1896 vom Juden- zum Christentum konvertiert war, verlor er in der Zeit des Nationalsozialismus wegen seiner Herkunft nacheinander seine Anstellung, seine Professur und schließlich auch die Zulassung als Arzt.

## Familie

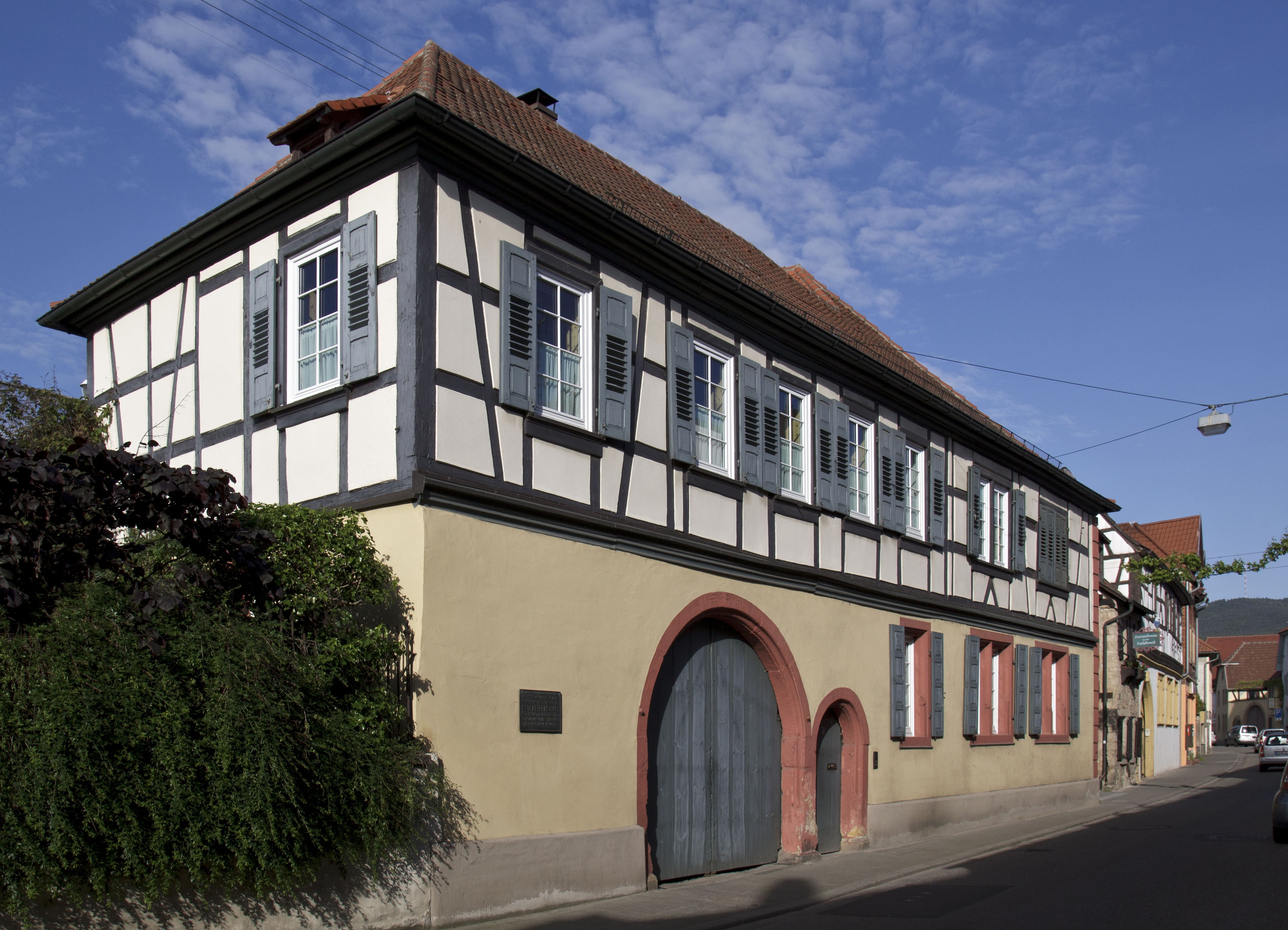
Albert Fraenkels Geburtshaus in Mußbach

Albert Fraenkel stammte aus einer jüdischen Familie und war ein Sohn des Weinhändlers Jakob Fraenkel (1836–1905) und seiner Ehefrau Emilia geb. Deutsch (1838–1880). Anlässlich seiner Heirat mit Erna Bertha Mathilde Thorade aus Oldenburg im Jahr 1896 konvertierte Fraenkel und wurde Mitglied der evangelischen Kirche.
Das Ehepaar hatte zwei Töchter: Annemarie Fraenkel (1897–1967) erlangte Bekanntheit als Sozialarbeiterin, weil sie sich für die Jugendseelsorge der evangelischen Kirche einsetzte. Sie promovierte im Juni 1921 an der Universität Heidelberg mit einer 306 Seiten umfassenden Arbeit über „Die Berufsorganisation der Krankenschwestern“. Von den Nationalsozialisten wurde Annemarie Fraenkel am 1. Oktober 1933 trotz ihres christlichen Bekenntnisses wegen ihrer jüdischen Herkunft für kurze Zeit in sogenannte Schutzhaft genommen und als Leiterin des Evangelischen Gemeindedienstes Heidelberg entlassen. Die zweite Tochter Liselotte Fraenkel (1902–1992) war Lehrerin.

## Leben
Fraenkel besuchte zunächst die Schule in Neustadt, dann bis zum Abitur 1883 das Humanistische Gymnasium (heute Eduard-Spranger-Gymnasium) in Landau in der Pfalz. Danach studierte er Medizin in München und Straßburg, wo er 1888 das Staatsexamen ablegte. Während seines Dienstes als Assistenzarzt in München erkrankte er an Lungentuberkulose. Deshalb erweiterte er bei seiner weiteren Assistenzarzttätigkeit in Berlin konsequent sein Wissen über diese Infektionskrankheit.
1891 ließ sich Fraenkel in dem kleinen Schwarzwaldort Badenweiler (Baden) als Landarzt nieder. Unter seinem Wirken entwickelte sich die Gemeinde zu einem Kurort besonders für Tuberkulosepatienten. Zwei Sanatorien gründete und leitete er: ab den 1890er Jahren die „Villa Hedwig“ zur Diätbehandlung internistischer Erkrankungen und ab 1903 die „Villa Paul“ für Lungenkranke.

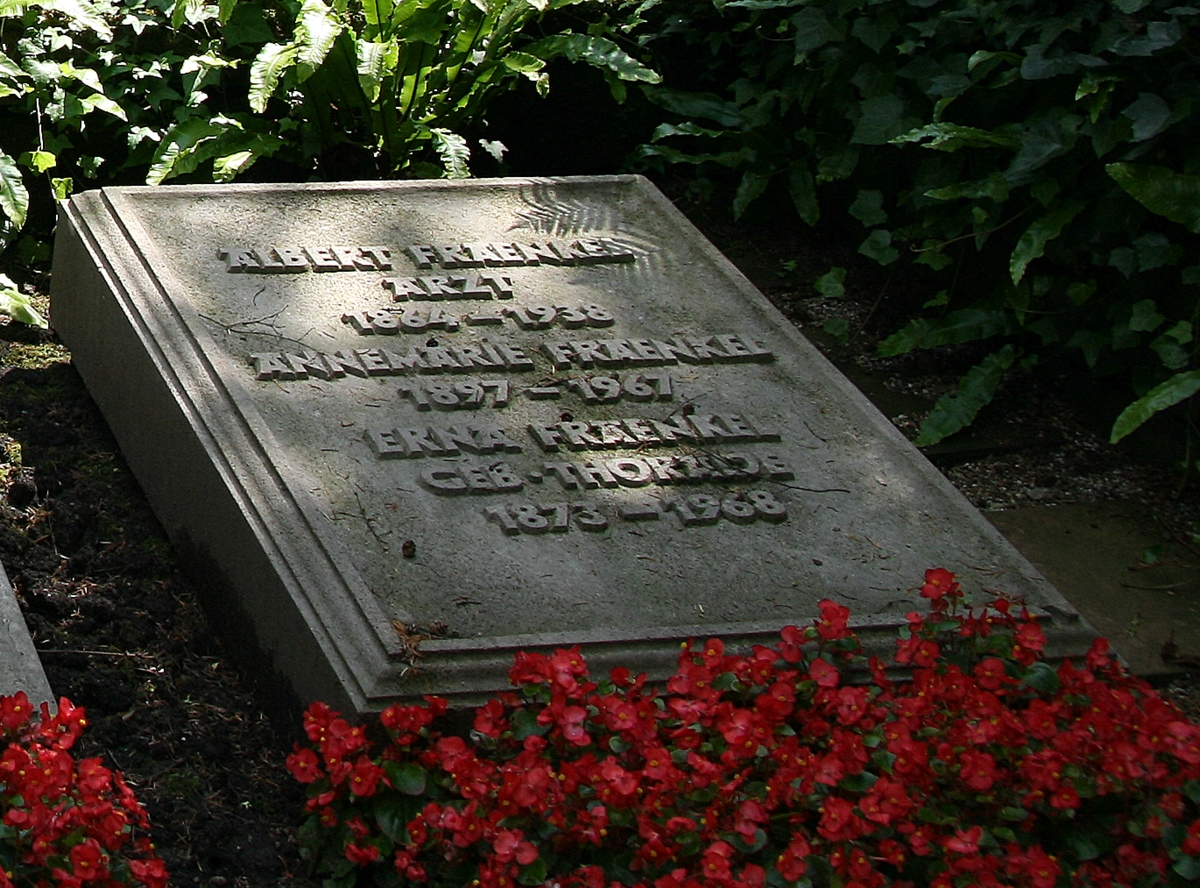
Albert Fraenkels Familiengrab auf dem Heidelberger Bergfriedhof

Neben seiner auf den Sommer konzentrierten Kliniktätigkeit forschte er ab 1893 in den Wintern am Pharmakologischen Institut der Ruprecht-Karls-Universität Heidelberg, damals geleitet von Waldemar von Schroeder (1850–1898) und dann Rudolf Gottlieb, und an der Medizinischen Klinik der Kaiser-Wilhelm-Universität Straßburg, damals geleitet von Ludolf von Krehl, über die Wirkung von Herzglykosiden. Im Jahr 1906 führte er die intravenöse Strophanthintherapie zur Behandlung der Herzinsuffizienz ein.
Während des Ersten Weltkriegs war er Chefarzt des Beobachtungslazaretts Heidelberg und fungierte zudem als beratender Arzt im Krankenhaus Rohrbach im heutigen Heidelberg-Rohrbach. 1927 gründete er in Heidelberg das internistische Mittelstands-Sanatorium Speyererhof und wurde dessen Ärztlicher Direktor. Nachdem 1928 unter der Federführung der Landesversicherungsanstalt Baden die Krankenhaus Rohrbach GmbH gegründet worden war, die wenig später in Tuberkulose-Krankenhaus Rohrbach GmbH umfirmierte, wurde Fraenkel auch dort Ärztlicher Direktor und gleichzeitig zweiter Geschäftsführer.
1928 wurde er Professor an der Heidelberger Medizinischen Fakultät mit einem Lehrauftrag für Tuberkulose.
Gleich nach der sogenannten Machtergreifung der Nationalsozialisten wurde Fraenkel am 1. April 1933 wegen seiner jüdischen Herkunft aus allen Ämtern entlassen. Dem Entzug seines Lehrauftrags in Heidelberg kam er zuvor, indem er auf eine weitere Lehrtätigkeit verzichtete. Im September 1938 wurde ihm – wie allen jüdischen Ärzten – die Approbation entzogen.
Drei Monate später starb er im Alter von 74 Jahren in Heidelberg. Die Urnenbeisetzung auf dem Bergfriedhof Heidelberg konnte erst nach dem Zweiten Weltkrieg stattfinden. Im Familiengrab Fraenkel fanden auch seine Tochter Annemarie Fraenkel und seine Ehefrau Erna Fraenkel ihre letzte Ruhe. Im September 2013 wurde das Familiengrab in die Liste der Ehrengräber der Stadt Heidelberg aufgenommen.

## Forschung
Mit wenigen Ausnahmen, etwa die Tuberkulose betreffend, hat sich Fraenkel mit der Pharmakologie und therapeutischen Anwendung der Herzglykoside wie des Digitalis-Inhaltsstoffs Digitoxin und des Strophanthins beschäftigt, so schon 1898, als er mit einer neuen Messmethode den Glykosiden eine „gesteigerte Herzthätigkeit“ zuschrieb. Retrospektiv am bedeutsamsten ist die sorgfältige Beobachtung der „Kumulation“, Anhäufung der Glykoside im Körper bei Gabe über längere Zeit, im Tierversuch. Fraenkels Begründung kann für Tierexperimente allgemein gelten:

„Wir kennen diese ärztlicherseits gefürchteten Erscheinungen vom Menschen her. Dennoch glauben wir, daß das experimentelle Studium der kumulativen Digitaliswirkung an gesunden Tieren genug des Interesses bietet. Von den zufälligen Beobachtungen am Menschen hat der planmäßig angelegte Tierversuch vor allem voraus, daß er das Gesetzmäßige in den Erscheinungen der Kumulierung hervortreten läßt. An dem gleichmäßigen Tiermaterial fallen die Verschiedenheiten der individuellen Disposition fort, dann aber können die Kreislaufveränderungen an gesunden Tieren nur auf die angewandte Substanz bezogen werden, während man es bei Anwendung der Digitalis in pathologischen Fällen mit ungleich komplizierteren Bedingungen zu tun hat. Das Studium der kumulativen Wirkung unter möglichst einfachen und planmäßig abgestuften Bedingungen der Darreichung kann deshalb als Grundlage zur Beurteilung der verwickelteren Verhältnisse am Menschen dienen.“

Besonders deutlich kumulierte das Digitoxin. Den Grund dafür hat fünfzig Jahre später der Berliner Pharmakologe Kurt Repke erkannt. Das Strophanthin beeindruckte Fraenkel durch die Schnelligkeit seines Wirkungseintritts.
Nach den Tierversuchen in Heidelberg beschloss Albert Fraenkel, intravenöses Strophanthin bei Herzkranken in der Straßburger Klinik zu erproben. Der Erfolg erregte Aufsehen. Die Firma C. F. Boehringer & Soehne brachte das Präparat in den Handel. 1910 schrieben Rudolf Gottlieb und der Pharmakologe Hans Horst Meyer in der ersten Auflage ihres Pharmakologie-Lehrbuchs, die intravenöse Einverleibung habe sich „seit der Empfehlung … durch Fraenkel und Schwartz … als ein wichtiger Fortschritt der Therapie erwiesen“. Ähnlich heißt es 1936 in der 9. Auflage: „Gerade die rasch eintretende Herzwirkung in dem Augenblicke, in dem der Kranke ‚des neuen heilsamen Anstoßes‘ bedarf, macht die intravenöse Strophanthininjektion bei der Behandlung der akuten Herzinsuffizienz zu einem unentbehrlichen therapeutischen Eingriff.“ 1933 erschien Fraenkels mit seinem Assistenten Rudolf Thauer verfasstes Buch „Strophanthin-Therapie“. 1935 sprach er vor der British Pharmacological Society in Cambridge. Der spätere Nobelpreisträger Henry Hallett Dale kommentierte seinen Vortrag und den des Pharmakologen Hellmut Weese: „Es schien mir … daß klinische Beobachtung und Laborversuche endlich eine gemeinsame Basis für aktive Zusammenarbeit gefunden hatten, von wo aus experimentelle Pharmakologie und klinische Therapie das Ziel – die Linderung menschlicher Leiden und Gebrechen – gemeinsam angehen können.“
Aus heutiger Sicht hat man damals das Strophanthin überbewertet, das gilt aber für die Herzglykoside allgemein. Die 9. Auflage des Lehrbuchs von Meyer und Gottlieb behandelt sie auf 50 von 741 Seiten (6,7 %). Ein Pharmakologie-Lehrbuch von 2009 beschreibt sie auf 5 von 1224 Seiten (0,4 %), und Strophanthin insbesondere wird nur noch bei der Aufzählung der Stammpflanzen der Herzglykoside erwähnt. Bei klinischen Studien mit Kontrollgruppen haben sich andere Behandlungsprinzipien als wirksamer erwiesen.

## Anerkennung

Ehrenbürgerurkunde von Badenweiler

1914 verlieh der badische Großherzog Friedrich II. Fraenkel den Titel „Professor“. Im Ersten Weltkrieg erhielt Fraenkel mehrere militärische Auszeichnungen. Badenweiler ernannte ihn 1920, im Jahr seines Umzugs nach Heidelberg, zum Ehrenbürger. Sein Geburtsort Mußbach ehrte ihn in der zweiten Hälfte des 20. Jahrhunderts mit einer Straßenwidmung. Auch in Heidelberg ist eine Straße nach ihm benannt.
1957 stiftete die Firma Boehringer Mannheim zu seinem Andenken den heute von deren Rechtsnachfolgerin Hoffmann-La Roche mit 5200 Euro dotierten, von der Deutschen Gesellschaft für Kardiologie – Herz- und Kreislaufforschung verliehenen Albert-Fraenkel-Preis, 1976 die Bezirksärztekammer Südbaden die Albert-Fraenkel-Plakette, mit der Ärzte ausgezeichnet werden, die sich um den ärztlichen Beruf und dessen Ansehen in der Öffentlichkeit besonders verdient gemacht haben.
In zwei Wandgemälden im Treppenhaus des Nationalen Instituts für Kardiologie in Mexiko-Stadt stellte Diego Rivera im Jahr 1946 Pioniere der Kardiologie dar. Neben William Withering, der als Entdecker des arzneilichen Nutzens der Herzglykoside eine Fingerhut-Pflanze in der Hand hält, zeigt der Maler Fraenkel, wie er intravenös das Strophanthin injiziert.

## Zitate
- Der Pharmakologe Wolfgang Heubner, der ab 1901 zuweilen als Assistenzarzt bei Fraenkel in Badenweiler arbeitete:[24]

„In jener Zeit war Fraenkel im Sommer von morgens 6 Uhr bis abends 10 Uhr auf den Beinen. Hin und her trabte in den wenigen Straßen des kleinen Ortes der brave Gaul, der seine Kalesche zog. Aber sobald er bei einem Patienten saß oder einen unterwegs traf, hatte er stets geduldig Zeit, sich alle körperlichen und seelischen Klagen und alle Sorgen und Ängste bedrückter Gemüter anzuhören, auch kleinlicher Gemüter. Mochte er hinterher manches Mal mir gegenüber stöhnen über die für ihn verlorene Zeit, die Menschen, die sich ihm anvertrauten, bemerkten nie etwas von Hast oder Ungeduld. Er war ganz tief durchdrungen von der ärztlichen Aufgabe zu helfen, sei es auch einfach als Beichtvater. Stets habe ich auch gestaunt über sein Anpassungsvermögen an die Sinnesart und den Interessenkreis jedes einzelnen Patienten, die doch ganz verschiedener Herkunft waren, von der Markgräfler Bäuerin oder dem pfälzischen Lederhändler bis zum großen Weingutsbesitzer, zur intellektuellen Professorenfrau oder halbverdorbenen Pflanze vom Berliner Kurfürstendamm. In jeden einzelnen fühlte er sich rasch hinein und sah mit hellem Blick, wo psychisches Elend sich hinter dem körperlichen verbarg.“

- Der Philosoph Karl Jaspers an Fraenkel am 1. Juni 1934:[25]

„Das ganze Jahr haben wir mit Wehmut an Ihren kommenden 70. Geburtstag gedacht, mit dem Schmerz, daß dieser Feiertag nicht, wie es hätte sein sollen, ein öffentlicher sein kann, aber mehr noch mit der Freude, daß Sie ihn erleben und von Vielen geliebt und verehrt feiern werden, und zwar wie ich mir denke, mit der Weisheit, die Ihr Leben lang Ihre so bewegte Seele durchdrungen und beherrscht hat. Die medizinische Welt weiß, was Sie für sie geleistet haben, <auch> wenn sie still ist und die nachwachsenden Generationen schon als selbstverständlichen Besitz nehmen, was doch einmal entdeckt werden mußte. Mir ist noch die Vorlesung gegenwärtig, mit der Erb – etwa 1907 – ein Semester eröffnete: mit dem Bericht über den letzten Wiesbadener Kongreß. Damals sagte er, es sei alles in allem nichts Neues zu Tage gekommen, außer einer therapeutischen Entdeckung des Dr. Fraenkel über das Strophanthin, die außerordentliche Aussichten eröffne. … Meine Sache ist es aber nicht in erster Linie, an diese objektiven Dinge zu denken, vielmehr sind Sie, wie Sie wissen, mein einziger wirklicher Arzt gewesen, der mir dabei nicht nur persönlich geholfen, sondern auch gezeigt hat, was ein Arzt sein kann. … Neulich in Badenweiler, als ich überall mich so anschaulich in den Sommer 1901 zurückversetzte, war mir wieder ganz gegenwärtig, wie sehr Sie mich gelehrt haben, gesund zu sein, wenn man kank ist.“

- Der Dichter Hermann Hesse:[27]

„Der bedeutendste aller Ärzte, mit denen ich bekannt und deren Freund ich wurde, war Albert Fraenkel. Die Geschichte der Medizin kennt ihn als den Initiator der intravenösen Strophanthin-Injektion in der Zeit um 1900. Seien beiden Heimatorte, Heidelberg und Badenweiler, verdanken ihm die Gründung großer Sanatorien und die Heranbildung einer Elite von jungen Ärzten. In der kurzen Zeit, in der ich ihm nahetrat und einigemale sein Gast war, es waren die letzten paar Jahre vor dem ersten Weltkrieg, war Fraenkel der König von Badenweiler. … Was mich an ihm am meisten in Erstaunen setzte, war seine seelische Offenheit, ein grenzenloses, scheinbar ganz passives Offenstehen für alles, was der Tag und die Stunde ihm vor die Augen und Ohren stellten, die Berichte und Fragen der Mitarbeiter und der Pflegerinnen, die Klagen und Leidensgeschichten der Patienten, der klugen und der dummen, der geschwätzigen und der gehemmten, der cholerischen und der geduldigen. … Nach Kriegsbeginn im Jahre 1914 schrieb er mir nach Bern, er könne sich meine Einstellung etwa als ‚Verstandesneutralität‘ denken, er dagegen mit den Seinen sei ‚stramm national‘. Er hat denn auch seinem Vaterland im Kriege und nachher in größtem Maßstab gedient. Mit dem Kriege riß die Verbindung zwischen ihm und mir dann ab, und ich wußte sehr viele Jahre nichts mehr von ihm. Dann an einem Sommertag in den dreißiger Jahren saß ich mit meiner Frau und einem Gast hinter unserem Hause in Montagnola am Steintisch. Ein Besuch wurde gemeldet. … Es war Fraenkel. … Die Braunen hatten ihn nicht umgebracht, aber seiner Titel, seiner Funktionen, seiner Ehre und Würde beraubt. Er verlor nicht viele Worte darüber. Den zweiten Krieg hat er nicht mehr erleben müssen.“